# Naoki Matsuda
Naoki Matsuda (松田 直樹 Matsuda Naoki?,  14 de marzo de 1977 en Kiryū, Gunma - 4 de agosto de 2011 en Matsumoto, Nagano) fue un futbolista japonés. Llegó a vestir la camiseta nacional en 40 ocasiones desde 2000 hasta 2005 llegando a disputar la Copa Mundial de Fútbol de 2002 disputado entre su país y Corea del Sur. Vistió durante 15 años la camiseta del Yokohama F. Marinos en la  Liga japonesa, tiempo durante el cual consiguió tres títulos de liga.

## Selección nacional
Fue internacional con la Selección de fútbol de Japón, jugó 40 partidos internacionales y anotó un gol.

### Participaciones en Copas del Mundo
| Mundial                               | Sede                  | Resultado   |
| ------------------------------------- | --------------------- | ----------- |
| Copa Mundial de Fútbol Sub-17 de 1993 | Japón                 | 4° de final |
| Copa Mundial de Fútbol Sub-20 de 1995 | Catar                 | 4° de final |
| Copa Mundial de Fútbol de 2002        | Corea del Sur y Japón | 8° de final |

| Club                | País  | Año       |
| ------------------- | ----- | --------- |
| Yokohama F. Marinos | Japón | 1995-2010 |
| Matsumoto Yamaga    | Japón | 2011      |

## Palmarés

### Campeonatos nacionales
| Título    | Club                | País  | Año  |
| --------- | ------------------- | ----- | ---- |
| J1 League | Yokohama F. Marinos | Japón | 1995 |
| J1 League | Yokohama F. Marinos | Japón | 2003 |
| J1 League | Yokohama F. Marinos | Japón | 2004 |

### Copas internacionales
| Título        | Club  | País   | Año  |
| ------------- | ----- | ------ | ---- |
| Copa Asiática | Japón | Líbano | 2000 |
| Copa Asiática | Japón | China  | 2004 |

(*) Incluyendo la selección

## Fallecimiento
El 2 de agosto de 2011 sufrió un desmayo en pleno entrenamiento, en un ambiente con altas temperaturas. Falleció dos días después en el hospital. Su último equipo fue el de su localidad natal, Matsumoto Yamaga FC. Luego de esto, su ex-club Yokohama F. Marinos, decide retirar el dorsal número 3. El 9 de agosto, fueron sus funerales, contando con miembros de sus antiguos equipos.